# Litoria kubori
Litoria kubori är en groddjursart som först beskrevs av Richard G. Zweifel 1958.  Litoria kubori ingår i släktet Litoria och familjen lövgrodor. IUCN kategoriserar arten globalt som livskraftig. Inga underarter finns listade i Catalogue of Life.